# Hafize Şahin
Hafize Şahin (ur. 1 stycznia 1992) – turecka zapaśniczka walcząca w stylu wolnym. Olimpijka z Rio de Janeiro 2016, gdzie zajęła siódme miejsce w kategorii 63 kg.
Piąta na mistrzostwach świata w 2017. Wicemistrzyni Europy w 2014 i trzecia w 2013. Dziesiąta na igrzyskach europejskich w 2015.
Triumfatorka igrzysk śródziemnomorskich w 2013 i mistrzyni śródziemnomorska w 2012. Brązowa medalistka akademickich MŚ w 2010 i 2012. Wicemistrzyni igrzysk Solidarności Islamskiej w 2017. Czternasta na Uniwersjadzie w 2013. Trzecia na ME U-23 w 2015. Druga w MŚ juniorów w 2012 i Europy w 2010 i 
2012 roku.
Zawodniczka Trakya University w Edirne.